# Station Brion-Montréal-La Cluse
Station Brion-Montréal-la Cluse is een spoorwegstation in de Franse gemeente Brion.